# AškEnte
AškEnte je označení fiktivního rituálu mimo běžný vesmír v literární fantasy sérii Úžasná Zeměplocha autora Terryho Pratchetta.

## Popis
AškEnte je pochmurný rituál prováděný osmi mágy Neviditelné univerzity. Cílem obřadu je vyvolat Smrtě, který zná všechno a ví, co se všude děje. Smrť se objeví v magickém kruhu, který nemůže opustit, a musí odpovídat na kladené otázky.
Pro obřad je tradičně používáno mnoho magických rekvizit (svíce na stříbrných svícnech, kadidlo, runové nápisy a magická zaklínání: "Nezemská obludo!"), které sice nejsou nezbytně nutné, ale mágové se při jejich použití cítí lépe. Obřad lze ve skutečnosti provést ve dvou lidech, se třemi malými hůlkami a čtyřmi kubickými centimetry myší krve, případně jen se dvěma hůlkami a čerstvým vajíčkem.
Obřad je používán ve zcela výjimečných případech, protože většina hodnostářů Neviditelné univerzity je v pokročilém věku a neradi na sebe Smrtě upozorňují. Také Smrť nemá obřad AškEnte rád, protože tvrdí, že ho mágové vždycky vyrušují v ten nejnevhodnější okamžik.

## Zajímavosti
- Pomocí tohoto obřadu provedeného pozpátku se Alberto Malich (Albert) dostal do Smrťovy říše. Zbývalo mu totiž jen 91 dní, 3 hodiny a 5 minut života.
- V knize Erik se Smrť při vyvolávání objevil vně ochranného magického kruhu s otázkou: "Mohl bych vědět, na koho ještě čekáme?"(V originále "Who are we waiting for, exactly?")

Pak když mu mágové vysvětlili o co se jedná, prohlásil:
"To je mi líto."
- Rituál AškEnte lze provádět ještě deseti jinými způsoby, avšak devět z nich způsobí okamžitou smrt a ten desátý se strašně těžko pamatuje.

## Přehled provedení rituálu
- Lehké fantastično
- Mort (téměř přivolal Morta)
- Erik
- Sekáč (přivolal jednoho z auditorů)
- Těžké melodično (přivolal Zuzanu)